# Майн-Франкония (гау)
Гау Майн-Франкония (нем. Gau Mainfranken) — региональное отделение НСДАП, существовавшее с 1929 по 1945 год на территориях немецкой земли Нижней Франконии. Первоначально созданная как Нижняя Франкония (нем. Unterfranken) в 1929 году, она была переименована в Майн-Франконию в 1935 году.

## История
Система нацистского гау была первоначально создана на партийной конференции 22 мая 1926 года с целью улучшения управления партийной структурой. Начиная с 1933 года, после захвата власти нацистами, гау всё чаще заменяли немецкие государства в качестве административных единиц Германии.
Во главе каждого гау стоял гауляйтер, и эта должность становилась всё более могущественной, особенно после начала Второй мировой войны, при небольшом вмешательстве сверху. Местные гауляйтеры часто занимали как государственные, так и партийные должности и отвечали, среди прочего, за пропаганду и наблюдение, а с сентября 1944 года — за фольксштурм и оборону гау.
Пост гауляйтера в Майн-Франконии занимал Отто Хельмут на протяжении всего существования гау, а его заместителями были Людвиг Пёсль (1931–37) и Вильгельм Кюнрайх (1937–45).